# Répertoire partagé des professionnels de santé
Le RPPS (Répertoire partagé des professionnels intervenant dans le système de santé, anciennement Répertoire partagé des professionnels de santé) est un fichier référençant des professionnels appartenant aux professions de la santé définies par le Code de la Santé publique français, ainsi qu'à d'autres professions des domaines de la santé et du social, chaque professionnel se voyant attribuer un numéro à 11 chiffres qui l'identifie. 
Ce numéro est un identifiant unique et pérenne, conservé par la personne durant toute sa vie professionnelle quels que soient ses lieux et modes d'exercice, ce qui n'était pas le cas avec le répertoire ADELI précédent.
Il est élaboré par l'État en collaboration avec l'Assurance maladie et différents organismes professionnels tels que le Conseil national de l'Ordre des médecins. Il est mis en œuvre par l'Agence du numérique en santé.

## Histoire
Le Répertoire partagé des professionnels de santé est créé par un arrêté du 6 février 2009,, modifié par arrêtés du 23 décembre 2011, du 2 octobre 2013, du 29 septembre 2015
, et du 18 avril 2017 ; ce dernier arrêté modifie également la signification de l'acronyme RPPS. 
Un arrêté du 24 mai 2021 autorise l'expérimentation d'une extension du périmètre du RPPS pour une durée de 18 mois.
Les arrêtés du 6 février 2009 et du 24 mai 2021 sont abrogés et remplacés par l'arrêté du 23 septembre 2022, 
modifié par l'arrêté du 13 février 2023.

## Catégories
Les professions de santé enregistrées dans le RPPS :
- médecins ;
- chirurgiens-dentistes ;
- sages-femmes ;
- pharmaciens ;
- masseurs-kinésithérapeutes ;
- pédicure-podologues ;
- infirmiers ;
- professionnels de santé militaires ;
- physiciens médicaux ;
- ergothérapeutes :
- psychomotriciens ;
- orthophonistes ;
- orthoptistes ;
- manipulateurs d'électroradiologie médicale ;
- techniciens de laboratoire médical ;
- audioprothésistes ;
- opticiens-lunetiers ;
- prothésistes et orthésistes pour l'appareillage des personnes handicapées ;
- diététiciens ;
- assistants dentaires ;
- psychothérapeutes ;
- psychologues ;
- chiropracteurs ;
- ostéopathes ;
- internes en médecine et en odontologie ;
- étudiants dûment autorisés à exercer à titre temporaire la médecine, l'art dentaire ou la profession de sage-femme, ou susceptibles de concourir au système de soins au titre de leur niveau de formation, notamment dans le cadre de la réserve sanitaire ;
- assistants de service social.